# Харківське наукове товариство
Харківське наукове товариство — наукове товариство, що було засноване 1924 року в Харкові. Об'єднувало дослідників різних ділянок і викладачів харківських високих шкіл. Мало 6 секцій: соціально-економічного, природознавчого, медичного, сільськогосподарського, педагогічногоі мовознавчо-літературного напрямку.
Головою президії товариства з 1925 був М.І.Яворський. У роботі товариства брали участь М.Білоусов, А.Ковалівський, А.Кримський, М.Мельников-Разведенков, К.Німчинов, О.Попов, О.Потебня, П.Ріттер, О.Синявський, О.Соколовський, П.Тичина, Г.Хоткевич, Я.Чепіга, М.Чечель, О.Яната та ін. (загалом бл. 500 осіб).
Серійні видання: «Бюлетень», «Науково-технічний вісник», «Український медичний архів», «Вісник природознавства» й інші.
У середині 1930-их років Харківське наукове товариство припинило свою діяльність.